# Stenopogon californiae
Stenopogon californiae är en tvåvingeart som först beskrevs av Walker 1849.  Stenopogon californiae ingår i släktet Stenopogon och familjen rovflugor.
Artens utbredningsområde är Kalifornien. Inga underarter finns listade i Catalogue of Life.